# Brzask (gazeta)
Brzask - gazeta w postaci dwumiesięcznika wydawana na terenie Janowa lubelskiego w latach dwudziestych XX wieku (1922 r.) przez miejscową preparandę nauczycielską. Gazeta miała format A4, liczyło 16 stron objętości i pisane było ręczną kaligrafią. Uznaje się ją za pierwszą regularną gazetę lokalną ukazującą się na terenie Janowa Lubelskiego.
Do dziś zachowały się tylko 3 numery tego czasopisma i znajdują się w Muzeum regionalnym w Janowie Lubelskim. Nie wiadomo ile dokładnie ukazało się wydań. 
Na podstawie zachowanych wydań wiadomo, że zespół redakcyjny tworzyli: Maria Frankowska, Władysław Spyrówna, Stanisław Ozyp, Leokadia Jezierska, Teofil Sagan, Andrzej Niedbała, Fr. Karmon i Stefania Goleniówna. Wśród autorów byli ponadto: Wacław Gozdalski, Natalia Chmielówna, Zygmunt Padjas, Aleksandra cieślakówna.